# Зигмунт Пшорн
Зигмунт Пшорн (пол. Zygmunt Pszorn; 9 квітня 1864, Львів — 29 травня 1912, там само) — львівський архітектор.

## Біографія
Народився 9 квітня 1864 року. Уповноважений будівничий Входив до правління Товариства уповноважених будівничих у Львові.. Від 1895 року член Політехнічного товариства у Львові. У жовтні 1900 року став одним із засновників Кредитної спілки будівничих у Львові, де належав до ревізійної комісії. Член Товариства наукової допомоги для Князівства Цешинського. Був фотографом-аматором. Влітку 1903 року взяв участь у фотовиставці в місті Величка під Краковом, де здобув бронзову медаль.. 1904 року взяв участь у виставці у Львові. Належав до членів львівського відділу Товариства друзів молоді, яка навчається.
Від 1904 року мешкав на вулиці Зигмунтовській, 9 (тепер вул. Гоголя). Помер 29 травня 1912 року (за іншими даними — 1910), похований на Личаківському цвинтарі у Львові.
Роботи
- Житловий будинок на вулиці Огірковій, 2 у Львові (1895)[10].
- Спільне з архітектором Лишкевичем керівництво спорудженням казино у Львові (1898, тепер Будинок учених). проєкт бюро Гельмера і Фельнера[11].
- Керівництво спорудженням в'язниці в Тернополі, спільно з Іполітом Слівінським (бл. 1900)[12].
- Добудова східного флігеля у дворі житлового будинку на вулиці Крушельницької, 15 у Львові (1899—1900)[13].
- Нереалізований проєкт розширення костелу монастиря кармелітів у Роздолі за рахунок рамен трансепту (1905)[14].
- Житловий будинок на вулиці Метрологічній, 6 у Львові (1905—1906)[15].
- Житловий будинок на вулиці Длугій, 60 у Кракові (1907)[16].
- Флігель зі стайнею та возівнею в партері, а також мурований ґанок на подвір'ї житлового будинку на вулиці Крушельницької, 17 у Львові (1909—1910)[17].
- Вілла Кухарів на вулиці Антоновича, 80 у Львові (1910)[18].